# Pterobates incertus
Pterobates incertus är en kvalsterart som beskrevs av Balogh och Sandór Mahunka 1977. Pterobates incertus ingår i släktet Pterobates och familjen Pterobatidae. Inga underarter finns listade i Catalogue of Life.